# Campionati europei di maratona canoa/kayak 2007
I Campionati europei di maratona canoa/kayak 2007 sono stati la 7ª edizione della competizione continentale. Si sono svolti a Trenčín, in Slovacchia. dal 14 al 15 luglio 2007.

## Medagliere
| Pos.   | Paese      | Oro | Argento | Bronzo | Totale |
| ------ | ---------- | --- | ------- | ------ | ------ |
| 1      | Ungheria   | 4   | 4       | 2      | 10     |
| 2      | Spagna     | 1   | 2       | 2      | 5      |
| 3      | Slovacchia | 1   | 0       | 0      | 1      |
| 4      | Polonia    | 0   | 0       | 1      | 1      |
| 4      | Portogallo | 0   | 0       | 1      | 1      |
| Totale | Totale     | 6   | 6       | 6      | 18     |

## Podi

### Uomini
| Evento    | Oro                                  | Perform. | Argento                                     | Perform  | Bronzo                                         | Perform. |
| Canoa C-1 | Radoslav Rus                         | 2h19'33" | Edvin Csabai                                | 2h20'37" | David Varga                                    | 2h21'16" |
| Canoa C-2 | Ungheria Márton Kövér Attila Györe   | 2h13'07" | Spagna Óscar Graña Ramón Ferro              | 2h14'05" | Portogallo José Sousa Nuno Barros              | 2h14'41" |
| Kayak K-1 | Manuel Busto Fernández               | 2h28'28" | István Salga                                | 2h28'29" | Attila Jámbor                                  | 2h28'37" |
| Kayak K-2 | Ungheria István Salga Balazs Borcsok | 2h18'32" | Spagna Manuel Busto Fernández Oier Aizpurua | 2h18'35" | Spagna Jorge Alonso González Santiago Guerrero | 2h18'37" |

### Donne
| Evento    | Oro                                  | Punti    | Argento                             | Punti    | Bronzo                                  | Punti    |
| Kayak K-1 | Renata Csay                          | 2h16'00" | Vivien Folláth                      | 2h17'50" | Barbara Przybylska                      | 2h20'04" |
| Kayak K-2 | Ungheria Renata Csay Bereniké Faldum | 2h12'28" | Ungheria Zsófia Kollár Judit Kollár | 2h12'53" | Spagna Naiara Gomez María Pérez Pineiro | 2h14'01" |